# Медоу-Лейк (Нью-Мексико)
Медоу-Лейк (англ. Meadow Lake) — переписна місцевість (CDP) в США, в окрузі Валенсія штату Нью-Мексико. Населення — 4573 особи (2020).

## Географія
Медоу-Лейк розташований за координатами 34°48′13″ пн. ш. 106°34′18″ зх. д. / 34.80361° пн. ш. 106.57167° зх. д. (34.803496, -106.571761).  За даними Бюро перепису населення США в 2010 році переписна місцевість мала площу 29,95 км², з яких 29,89 км² — суходіл та 0,06 км² — водойми.

## Демографія
Згідно з переписом 2010 року, у переписній місцевості мешкало 4708 осіб у 1406 домогосподарствах у складі 1104 родин. Густота населення становила 157 осіб/км².  Було 1555 помешкань (52/км²).
Расовий склад населення:
| - 63,2 % — білих - 2,9 % — корінних американців - 1,5 % — чорних або афроамериканців - 0,5 % — азіатів - 27,1 % — осіб інших рас |

До двох чи більше рас належало 4,7 %. Частка іспаномовних становила 73,0 % від усіх жителів.
За віковим діапазоном населення розподілялося таким чином: 35,3 % — особи молодші 18 років, 57,8 % — особи у віці 18—64 років, 6,9 % — особи у віці 65 років та старші. Медіана віку мешканця становила 28,4 року. На 100 осіб жіночої статі у переписній місцевості припадало 98,8 чоловіків;  на 100 жінок у віці від 18 років та старших — 97,8 чоловіків також старших 18 років.
Середній дохід на одне домашнє господарство  становив 33 522 долари США (медіана — 24 076), а середній дохід на одну сім'ю — 34 905 доларів (медіана — 28 277). Медіана доходів становила 31 875 доларів для чоловіків та 18 542 долари для жінок. За межею бідності перебувало 41,9 % осіб, у тому числі 47,3 % дітей у віці до 18 років та 29,8 % осіб у віці 65 років та старших.
Цивільне працевлаштоване населення становило 1414 особи. Основні галузі зайнятості: освіта, охорона здоров'я та соціальна допомога — 23,0 %, будівництво — 22,0 %, мистецтво, розваги та відпочинок — 16,2 %, роздрібна торгівля — 11,3 %.